# Yehoshua Kenaz
Yehoshua Kenaz (sau K'naz, în ebraică יהושע קנז, n. 2 martie 1937, Petah Tikva, Palestina sub mandat britanic – d. 12 octombrie 2020, Petah Tikva, Israel) a fost un prozator și traducător israelian, de limbă ebraică.
Kenaz s-a născut la Petah Tikva în Palestina sub mandatul britanic în anul 1937.
A studiat filozofia și limbile romanice la Universitatea Ebraică din Ierusalim, și apoi literatura franceză la Sorbona în capitala Franței.
El a tradus în ebraică mai mulți clasici ai literaturii franceze („Roșu și negru” de Stendhal, cărți de Gide, Mauriac, George Sand, Modiano, Montherlant, Balzac, Flaubert, Simenon), și a fost editor al revistelor literare „Keshet” (Arc) (revista trimestrială, unde, la începutul anilor 1960, a publicat proză scurtă sub pseudonimul Avi Otniel, amintind de numele judecătorului biblic Otniel ben Kenaz) și „Mahbarot le'Sifrut” (Caiete de literatură), revista lunară, (în anii 1980), precum și al suplimentului literar al cotidianului "Haaretz".
Pentru activitatea sa literară a fost distins cu premiile:
Alterman în 1991, Newman - în 1992 Agnon în 1993, premiul Akum în 1994 și premiul Bialik în 1995.
În anul 2007 romanul său, "Infiltrare", a fost ales între cele zece romane cele mai însemnate ale literaturii israeliene din toate timpurile. După acest roman e în curs de producție un film artistic. Și un alt roman al său, "Spre pisici", a fost adaptat în acest an pentru cinema de către regizorul Jorge Gurevitch.
Romanul „Întoarcerea iubirilor pierdute” a inspirat filmul „Alila” al regizorului israelian stabilit în Franța, Amos Gitayi.
Yehoshua Kenaz a trăit la Tel Aviv și, o parte din timp, la Paris.

## Opera
1964 "După sărbători" (Aharei Ha-Hagim)
1973 "Femeia mai mare decât visul" (Ha-Isha Ha-Gedolah Me-Ha-Halomot)
1980 "Moment muzical" (Moment Musicali) - nuvele.
1986 "Infiltrare" (התגנבות יחידים Hitganvut Yehidim)
1991 "Spre pisici" (Ba-Derech La-Hatulim)
1997 "Întoarcerea iubirilor pierdute” (Mahzir Ahavot Kodmot)
2000 "Peisaj cu trei copaci" (נוף עם שלושה עצים Nof im shlosha etsim)
2003 „Ard dulapurile electrice”

## Legături externe
- Interviu cu scriitorul în franceză, septembrie 2004 Arhivat în 16 noiembrie 2008, la Wayback Machine.